# Maximilian Befort
Maximilian Befort (né le 15 mai 1989 à Berlin) est un acteur allemand.

## Filmographie partielle

### Cinéma
- 2001 : Émile et les Détectives (Emil und die Detektive) de Franziska Buch : Gypsie
- 2002 : Bibi Blocksberg, l'apprentie sorcière : Florian
- 2010 : Henri 4 : Henri 4 à 16 ans
- 2011 : Romeos : Fabio
- 2016 : Le Procès du siècle : Nick Waschmann
- 2018 : Du miel plein la tête : Michael
- 2020 : Sulphur and White, de Julian Jarrold : Filip

### Télévision
- 2003 : Wolff, police criminelle
- 2006 : En toute amitié
- 2009 : Un prof au garde-à-vous (Allein unter Schülern), de Oliver Schmitz : Paul
- 2015 : Le prince à la peau d'ours : Prince Marius
- 2016 : La Folle Aventure des Durrell : Max
- 2017 : SS-GB : un pilote de la Luftwaffe
- 2018 : Genius : Nonell
- 2018 : Alerte Cobra
- 2019 : Rosamunde Pilcher: Meine Cousine, die Liebe und ich : Aaron Kingsley